# 페니로얄민트
페니로얄(영어: Mentha Pulegium, Pennyroyal)은 박하속 (민트)의 한 종이다. 페니로얄은 지표면에서 자라는 식물로써, 강한 향을 풍겨서 방충효과가 있어 베란다에 두면 모기 같은 해충을 막아주는 역할을 한다. 다른 민트와는 달리 독성이 있어 식용으로는 적합하지 않으며, 여름이 되면 분홍색 또는 연보라색의 꽃을 피운다.

## 역사

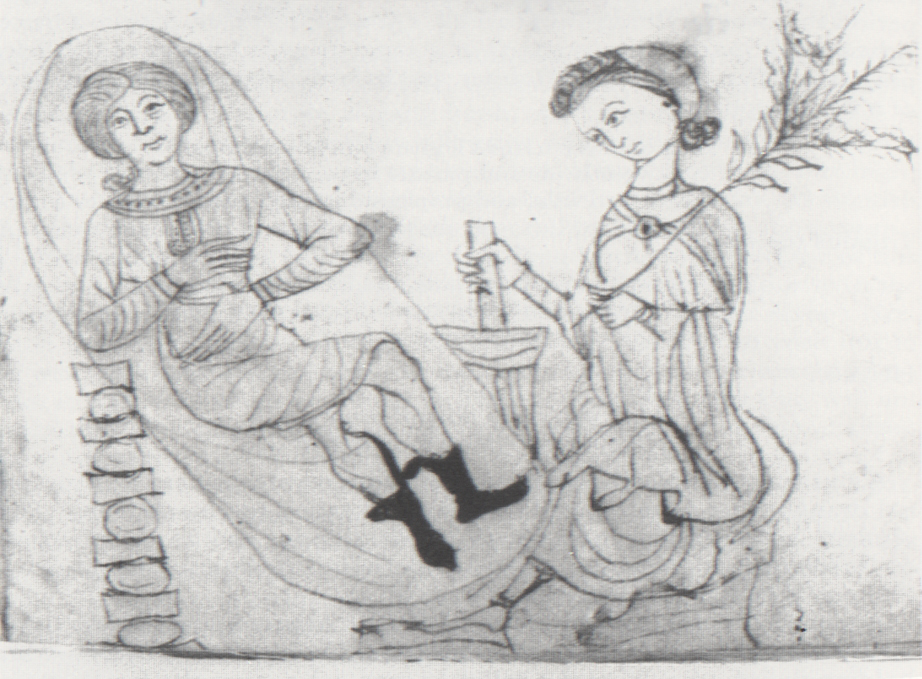
임신부를 위해 막자와 막자사발을 사용하여 페니로얄 혼합물을 준비하는 여성을 묘사한 13세기 그림

"페니로얄민트"의 사용 기록은 고대 그리스, 로마 및 중세 문화까지 거슬러 올라간다. 멘타 풀레기움이라는 학명의 어원은 불확실하나 벼룩을 뜻하는 라틴어 풀렉스(Pulex, 벼룩)와 관련이 있어서, 몸에 붙은 벼룩을 쫓아내는 데 쓰였음이 암시된다. 페니로얄은 고대 그리스와 로마에서 주로 요리에 쓰이는 허브였다. 로마의 요리책 아피키우스에는 러비지, 오레가노, 고수 잎 등의 허브와 함께 페니로얄을 재료로 쓰는 요리법이 많이 실려있다. 중세에도 요리에 쓰이는 일이 많았지만 점차 요리용 허브로는 사용하지 않게 되었고, 오늘날에 와서는 거의 사용하지 않게 되었다.
그리스와 로마의 의사와 학자의 기록에는 페니로얄의 약효 성분과 제조법에 관한 정보가 실려있다. 대플리니우스는 자신의 백과사전 《박물지》에서 이 식물이 월경촉진제이며, 죽은 태아를 배출시킨다고 설명하였다. 갈레노스와 오리바시오스도 페니로얄을 월경촉진제로만 분류하였다. 로마와 그리스의 작가 퀸투스 세레누스 삼모니쿠스와 의사 아스파시아는 미지근한 물에 페니로얄을 먹는 것이 효과적인 낙태 촉진 방법이라고 설명하였다. 클레오파트라(실제로는 그리스의 여성 의사 메트로도라)가 전하는 여성의학과에 관한 의학 문서에는 낙태를 유도하기 위해 페니로얄을 포도주와 함께 복용할 것을 권하였다.
페니로얄의 피임 효과에 관한 내용은 아리스토파네스의 희극 《평화》(기원전 421년)에 농담 방식으로 언급되어 있다. 헤르메스 신이 남성 등장인물인 트리가이오스에게 여성 동반자를 내리자, 트리가이오스가 배우자가 임신하면 문제가 되지 않느냐고 묻고, 헤르메스는 "페니로얄을 복용하면 문제되지 않는다"라고 대답한다. 비슷한 방식으로 아리스토파네스의 희극 《리시스트라테》에서는 임신한 여성 등장인물이 무대에 오르고 남편과 잠자리를 갖지 말라는 지시를 받는데, 임신한 여성에 비해 날씬한 여성 등장인물은 "페니로얄로 말끔하게 다듬어진 아주 사랑스럽고 잘 일구어진 땅"으로 묘사된다.
버지니아 식민지의 초기 정착민들은 해충을 박멸하기 위해 말린 페니로얄을 사용하였다. 페니로얄은 왕립학회가 1665년 Philosophical Transactions 첫 번째 권에서 방울뱀을 피할 때 사용되는 내용의 기사를 출판할 정도로 인기 있는 허브였다. 17세기의 약사이자 의사인 니컬러스 컬페퍼는 1652년에 출판된 의학서 The English Physitian에서 페니로얄을 언급하였다. 컬페퍼는 낙태 유도 효능 이외에도 변비 및 치질과 같은 위장 질환, 피부 가려움과 잡티, 심지어 치통에도 페니로얄을 사용할 것을 권하였다.
페니로얄은 20세기와 21세기까지 계속 사용되었다. 페니로얄 오일은 오늘날까지 상업적으로 판매되고 있으나 인간에게 적절한 용량에 대해 알려진 바가 거의 없다. 이 때문에 과학자들은 페니로얄 오일에 잠재적인 독성이 있으므로 사용하기에 안전하지 않다고 본다.

### 사망 사례
페니로얄의 독성으로 사망에 이른 사례는 다음과 같다.
- 1897년 – 영국의 23세 여성이 월경 유도를 위해 페니로얄 한 스푼을 삼킨 뒤 8일 만에 사망하였다.[7]
- 1909년 경 – 인디애나 대법원은 임신한 여성에게 페니로얄 약을 처방하고 투여한 카터에게 유죄를 선고하였다. 이 여성은 유산 후 2개월 뒤 사망하였다.[8]
- 1912년 8월 – 메릴랜드의 16세 소녀가 낙태 유도를 위해 페니로얄 약 36정을 복용하였다. 부검 결과 허브를 통한 낙태는 부분적으로만 성공한 것으로 나타났다.[7]
- 1978년 11월 – 콜로라도주 덴버의 18세 임산부가 태아를 낙태시키기 위해 농축된 페니로얄 오일 1 온스를 복용한 뒤 사망하였다. 이 여성은 죽기 전 말린 페니로얄 잎으로 아무런 부작용 없이 월경을 유도하였다고 보고하였다.[9]
- 1994년 7월 – 캘리포니아에서 24세 여성이 사망하였다. 사망 당시 여성은 자신도 모르게 자궁외임신을 한 상태였고, 페니로얄 추출물로 만든 허브차를 마셨다. 한 뉴스 보도에 따르면, 험프리가 자궁외임신으로 사망하였는지, 아니면 페니로얄 중독으로 사망하였는지에 대해 의견이 분분하였다.[10]

## 용도
"페니로얄민트"는 살충제 및 해충 퇴치제로 자주 쓰인다. 해충 퇴치제로써 집에서 기르는 동물에 벼룩이 붙지 않게 하고 사람에게 모기같은 곤충이 접근하지 않는 역할을 한다. 반려동물용 벼룩 목걸이 일부에는 페니로얄 오일이 있거나 안쪽에 페니로얄을 으깨 놓은 것도 있다. 인간의 경우에는 원치 않는 곤충을 막고자 주머니나 옷에 으깬 페니로얄 줄기를 넣어 왔다. 그러나 페니로얄 식물을 해충 퇴치제로 사용할 때 농축된 페니로얄 오일의 사용은 피해야 하는데, 페니로얄 오일은 소량으로도 사람과 동물 모두에게 극도로 유독할 수 있기 때문이다. 동물과 인간 주변에 페니로얄을 사용하면 피부를 통해 흡수되어 건강에 부정적인 영향을 미칠 위험이 있다. 때문에 가공되지 않은 식물의 덜 농축된 잎을 대신 사용하는 것이 좋다. 페니로얄은 역사적으로 허브 차와 식품의 박하 향료로도 사용하였다. 또한, 페니로얄 차는 감기 완화, 발열, 기침, 소화 불량, 간 및 신장 문제 및 두통을 낫게 하는데 쓰였다.

## 독성

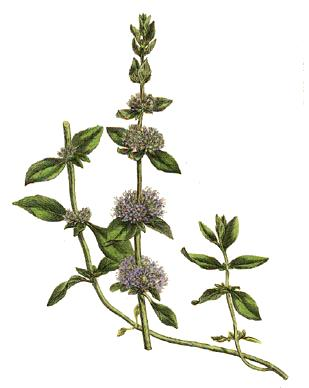
페니로얄

"페니로얄민트"는 인체에 유독하며, 섭취한 양과 농도에 따라 효과가 다르다. 가장 농축되어 있고 독성이 강한 형태는 페니로얄 오일로, 오일에는 80%에서 92% 사이의 사이클로헥사논 풀레곤이 함유되어 있다. 풀레곤은 페니로얄 식물에서 가장 농도가 높은 분자로, 섭취하는 사람에게 다양한 질병을 유발하고 식물에서 페퍼민트 향이 나는 원인이 된다. 페니로얄 오일을 소량(<10mL) 섭취한 후에도 지속될 수 있는 증상은 메스꺼움, 구토, 복통 및 현기증을 유발할 수 있어 위험하다. 더 큰 볼륨은 사망으로 이어질 수 있는 다기관 부전을 초래할 수 있다. 현재 Pulegone의 효과에 대해 인간에 대한 독성 동태학 연구는 없지만 다른 포유류에 대한 일부 연구가 있다. 풀레곤을 섭취하면 간에 의해 분해되고 반응하여 신체에 혼란을 일으킬 수 있는 여러 독성 대사 산물을 형성한다. 확인된 일부 대사 산물은 멘토푸란, 피페리테논,피페리톤 및 멘톤이다.

## 치료
"페니로얄민트"의 독성에 대한 알려진 해독제는 없다. 페니로얄 중독과 관련된 사례 연구에서는 위세척의 사용과 구토 또는 구토 유도제 또는 활성탄과 같은 흡수제의 투여를 보고했다. 글루타티온 고갈이 간 독성을 조절하는 것으로 나타났으므로 아세트아미노펜 독성에 대해 주어진 것과 유사한 용량으로 N-아세틸시스테인을 환자에게 투여했다. 풀레곤 독성을 테스트한 연구에서는 염화코발트 또는 피페로닐 부톡사이드와 같은 시토크롬 P450 억제제가 독성을 차단하는 것으로 나타났으나 아직 이러한 시험은 독성의 페니로얄 메커니즘이 아직 완전히 이해되지 않았기 때문에 인간에게까지 확대되지 않았다.

## 같이 보기
- 민트
- 애플민트
- 스피어민트
- 페퍼민트
- 오렌지민트